# Torrioni
Torrioni ist eine italienische Gemeinde mit 474 Einwohnern (Stand 31. Dezember 2023) in der Provinz Avellino in der Region Kampanien. Sie ist Teil der Bergkommune Comunità Montana Partenio - Vallo di Lauro.

## Geografie
Die Nachbargemeinden sind Montefusco, Petruro Irpino, San Martino Sannita (BN), San Nicola Manfredi (BN), Santa Paolina und Tufo.